# Coleura
Coleura is een geslacht van zoogdieren uit de familie van de schedestaartvleermuizen (Emballonuridae). De wetenschappelijke naam van het geslacht werd in 1867 gepubliceerd door Wilhelm Peters.

## Soorten
Er worden 4 soorten in dit geslacht geplaatst:
- Coleura afra (Peters, 1851)
- Coleura gallarum O. Thomas, 1915
- Coleura kibomalandy Goodman et al., 2012
- Coleura seychellensis Peters, 1868 – Seychellenkokerstaartvleermuis